# Moray (Écosse)
Pour les articles homonymes, voir Moray.
Le Moray est une région de lieutenance d'Écosse située à l'est des Highlands, basée sur l'ancien comté de Moray ou Morayshire. D'une superficie de 2 237 km2, elle comptait environ 86 000 habitants en 1996. Sa ville principale est Elgin ; le Morayshire tirait son nom de cette ville et était appelé Elginshire jusqu’au XVIIe siècle.

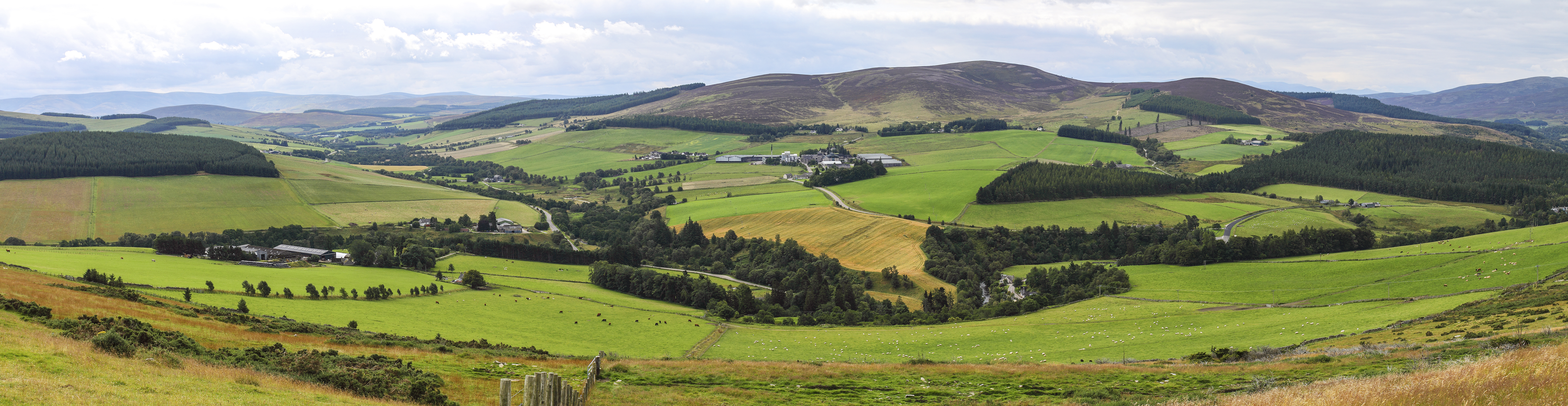
Panorama de Glenlivet près de Ballindalloch, Morayshire, Écosse ; au centre de l'image : The Glenlivet (Whisky-distillerie)

La limite nord de la région est constituée par la côte, basse et formée de plages sablonneuses. En allant vers le sud le relief s'accentue et devient montagneux en se rapprochant du Cairn Gorm (1 245 m), un des principaux sommets des Grampian. Les principaux cours d'eau sont la Spey, la Lossie et la Findhorn. Dans ces vallées fertiles s'est développée une petite agriculture qui ne pouvait exploiter les landes incultes couvrant les dessus des collines. En dehors des activités liées au whisky (vallée de la Spey) il y a peu d'industrie. Les amateurs de pêche sportive s'intéressent à la truite et au saumon en rivière ou se tournent vers le large : morue, haddock, lotte, etc.
D'abord peuplé par les Pictes, il fut envahi à plusieurs reprises par les Vikings norvégiens aux Xe et XIe siècles.
Le titre de Moray a été porté dès le XIVe siècle par des personnages importants dans l'histoire de l'Écosse :
- Sir Andrew, décédé à Anoch en 1338 participa à la révolte de l'Écosse contre Édouard Ier d'Angleterre puis à la résistance contre Édouard III.
- Jacques Stuart (1531-1570), demi-frère et conseiller de Marie Stuart, puis régent, porta le titre de comte de Moray.
- Sir Robert Moray († à Londres en 1673) servit en France comme colonel sous Richelieu et fut partisan de Charles Ier et Charles II. Il a été cofondateur et président de la Royal Society de Londres.

## Origine du nom
Ce nom, très ancien, proviendrait vraisemblablement du picte, langage des prédécesseurs des Scots. Les Pictes se servaient du nom de "Moireabh", signifiant en gaélique écossais « village de mer », pour désigner un estuaire dans la région des Highlands. L'estuaire a donné son nom au comté avoisinant, le Morayshire.

## Municipalités
- Aberlour,
- Archiestown,
- Buckie,
- Burghead,
- Craigellachie,
- Cullen,
- Dufftown,
- Elgin,
- Findhorn,
- Findochty,
- Fochabers,
- Fogwatt,
- Forres,
- Dyke,
- Keith,
- Kingston,
- Kinloss,
- Lossiemouth,
- Mosstodloch,
- Portknockie,
- Rothes,
- Tomintoul,
- Urquhart